# Cypridopsis canadensis
Cypridopsis canadensis är en kräftdjursart som beskrevs av Ferguson 1965. Cypridopsis canadensis ingår i släktet Cypridopsis och familjen Cyprididae. Inga underarter finns listade i Catalogue of Life.